# Ophion limpidus
Ophion limpidus är en stekelart som beskrevs av Kuzin 1950. Ophion limpidus ingår i släktet Ophion och familjen brokparasitsteklar. Inga underarter finns listade i Catalogue of Life.